# Franz Wunsch
Pour les articles homonymes, voir Wunsch.
Franz Wunsch, né le 21 mars 1922 à Drasenhofen et décédé le 23 février 2009, est un soldat nazi autrichien, qui a travaillé dans le camp de concentration d’Auschwitz en tant que superviseur des gardes SS pendant la Seconde Guerre mondiale.  
Il sauve la vie de Helena Citrónová, détenue juive dont il tombe amoureux. Le couple survit à la guerre. Leur histoire d'amour est l'objet de plusieurs recherches historiques. 

## Biographie
Franz Wunsch est le fils de Franz (1899-1975) et Maria Wunsch (1899-1980). 
Il rejoint la SS avant l’âge de dix-huit.  Au début de la Seconde Guerre mondiale, il est envoyé combattre sur le front de l’Est, où il est blessé au genou. 
De retour du front, il devient garde SS au camp de concentration d’Auschwitz. 
En septembre 1942, il est promu au grade de Unterscharführer et employé comme superviseur des gardes SS ; il travaille principalement dans le dépôt d’Effektenlager (dépôt d'effets également appelé Kanada),dans la Lederfabrik (maroquinerie) et dans le Sonderkommando. Franz Wunsch, selon certains témoins, ressent une véritable haine envers les Juifs ; au moins une fois par semaine, il participe à la sélection des déportés à la rampe de chemin de fer, frappant brutalement des hommes et des femmes. 
Franz Wunsch change son comportement brutal quand il tombe amoureux de la juive slovaque Helena Citrónová. Ils se sont rencontrés le jour du vingtième anniversaire de Franz Wunsch, le 21 mars 1942.  Helena Citrónová, lors de son premier jour au camp, est forcée de chanter une chanson d’anniversaire pour lui. La jeune fille est déjà affectée à la chambre à gaz avec sa sœur Rožinka, dix ans plus âgée qu’elle. Franz Wunch devient si amoureux d’Helena qu’il sauve la vie des deux femmes, mais ne peut sauver de la mort les deux fils de Rožinka, qui sont gazés. Selon certains témoignages ultérieurs, Franz Wunsch, sous l’influence d’Helena, se transforme en « une autre personne ». 
Le 18 juillet 1944, Franz Wunsch est condamné à cinq semaines d’isolement pour avoir volé de petits objets à l’Effektenlager, d’une valeur totale de 30 marks allemands,. 
Pour les crimes commis pendant la guerre, il est inculpé, avec un autre garde SS Otto Graf Lors du deuxième procès de Francfort, tenu à Vienne du 25 avril au 27 juin 1972. Le jury, « malgré des preuves accablantes de culpabilité », acquitte Franz Wunsch (jugement : LG Wien 20 Vr 3805/64) de l’accusation de « participation à des meurtres de masse dans le camp d’extermination d’Auschwitz-Birkenau. Ces crimes comprennent le transfert de Juifs dans les chambres à gaz avec recours à la violence, la participation à la sélection des déportés sur la rampe de chemin de fer, et le jet de pots de Zyklon B dans les chambres à gaz et les crimes violents contre les prisonniers juifs pendant son service à Auschwitz. L’accusation de crimes violents est basée sur certains témoignages des survivants, selon lesquels Franz Wunsch, le 7 octobre 1944, lors d’un soulèvement de prisonniers, abat un détenu juif grec de 20 ans. 
Franz Wunsch est enterré au cimetière de Hütteldorf.